# حرب يوغرطة

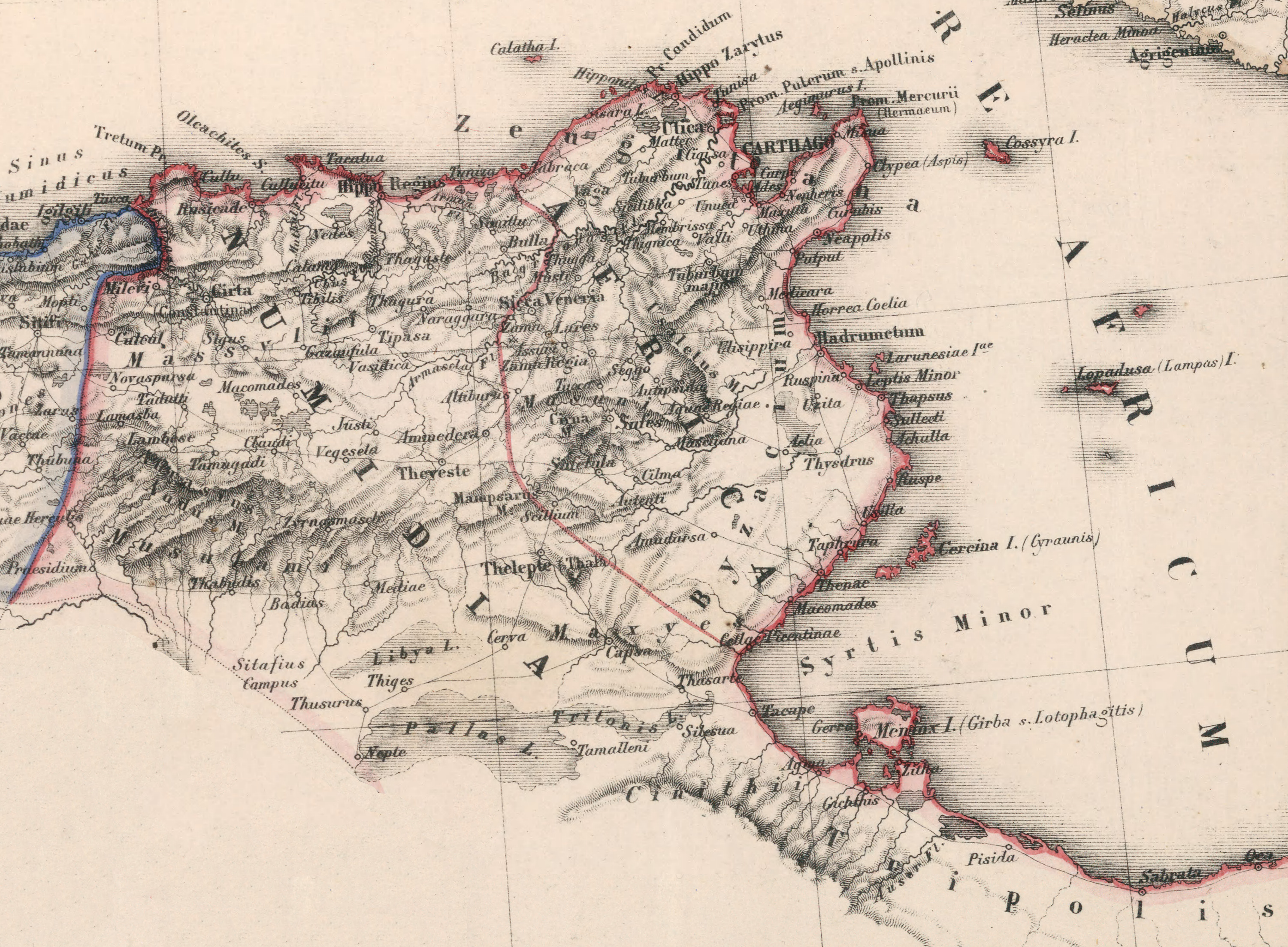
خريطة نوميديا الشرقية

حرب يوغرطة (باللاتينية: Bellum Jugurthine) تُعد من أهم الحروب التي شهدها غرب المتوسط قبل الميلاد مابين (105-112 ق.م)، بين نوميديا بقيادة الملك يوغرطة و الجمهورية الرومانية. مثّلت هذه الحرب ساحة لتداخل المصالح السياسية والعسكرية، وتجلّت فيها تحالفات وخيانات وصراعات داخلية. وقد دوّن المؤرخ سالوست أحداثها في مؤلفه المعروف حرب يوغرطة، مقدّمًا إحدى أقدم الروايات المكتوبة عن هذا النزاع.

## حياته

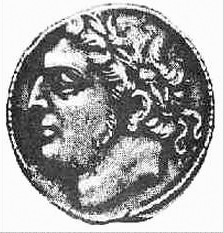
يوغرطة

ولد يوغرطة المازيلي بمدينة سيرتا عاصمة نوميديا تسمى حاليا قسنطينة سنة 160 قبل الميلاد، هو حفيد ماسينيسا ملك نوميديا العظمى الموحدة وابن مستنبعل أخ الملك النوميدي مكيبسا.
امتاز في شبابه بقوته البدنية وملاحة وجهه ولا سيما ذكائه ولم ينقد إلى حياة الترف والتراخي لكنه درج على عادات قومه فمارس الفروسية ورمي الجريد ومباراة أقرانه في سباق الخيل ورغم تفوقه على الجميع لم ينقص ذلك من احترامهم وحبهم له، وقد كان يقضي معظم اوقاته في القنص، وكان أول من جرح أسدا، وكان يعمل كثيرا ويتكلم قليلا.
كان يوغرطة ذو تأثير بين قومه فحاول عمه الملك أن يتخلص منه فأرسله إلى «حصار نومانتيا» في إسبانيا سنة 134ق.م ليخوض الحروب هناك مع الجيوش الرومانية وبرهن حينها عن شجاعة فائقة في القتال، وعن حكمة في اسداء المشورة.
وقد ساعد هذا يوغرطة أكثر، مكونا علاقات جديدة وأخطر مع شيوخ روما، الذين أقنعوا مكيبسا بتبني يوغرطة أخيرا سنة 120 ق.م ليتقاسم الحكم مع حفصبعل وعزربعل ولدا عمه.
لم ييعجب يوغرطة أمر تقسيم المملكة فأراد توحيد نوميديا من جديد وتخليصها من النفوذ الروماني فلام عزربعل الأداة الصيعة في أيدي الرومان والعقبة في سبيل تحقيق أهدافه ثم مالبث أن غزا بلاده وحاصر سيرتا عاصمته آنذاك ولولا تدخل الرومان لاستولى عليها، وعندما مات مكيبسا قام يوغرطة عندها بقتل حفصبعل بسبب خلاف بينهما وذلك لشعوره بالإهانة من طرفه، فواجهه عزربعل وأشتكاه عند مجلس الشيوخ الروماني، فتقسمت المملكة من جديد بين الإثنين، وأخذ يوغرطة الجزء الغربي من نوميديا.
بعد ذلك اتسع نفوذ يوغرطة فتسلم الحكم في العاصمة سيرتا ثم امر بقتل عزربعل وأتباعه في أسوار العاصمة سنة 113 ق.م وقتل التجار الرومانيين هناك ففزع الرومان لهذا وعرفوا بأن يوغرطة يتحداهم ويريد تأسيس «مملكة نوميدية قوية».
أعلن بعدها يوغرطة حربه على الرومان وأصبح يفتح المدينة تلوى الأخرى مما اخافهم وعندها وجه يوغرطة نداءه إلى جميع النوميديين ليقاوموا الخطر الذي يهدد بلاد الأمازيغ فأخذ يوغرطة يحرز الانتصار تلو الآخر على الرومان، وكان «بوكوس» حموه ملك موريطانيا الطنجية القديمة أبو زوجته في عداد الذين لبوا نداءه ضد الرومان فتعززت قوة يوغرطة وشكل بذلك خطرا داهما على روما ولم يستطيع الرومان دخول سيرتا فانتقموا من سكان الأرياف بذبح جميع من يستطيع حمل السلاح فيهم.
استمرت الحرب وأخذ يوغرطة يحقق الانتصارات، ماجعل روما تفشل عسكريا وتصاب بالخيبة والمرارة، فاتخذت أسلوبا آخر أكثر دنائة فاتصل القنصل (غايوس ماريوس) الروماني ببوكوس وأغراه بوعود سخية على أن يتخلى عن يوغرطة، فقام بوكوس بتمثيل دور الخيانة كاملا واستدرج يوغرطة إلى كمين وسلمه للقائد الروماني سولا سنة 104 ق.م.

## نهاية يوغرطة

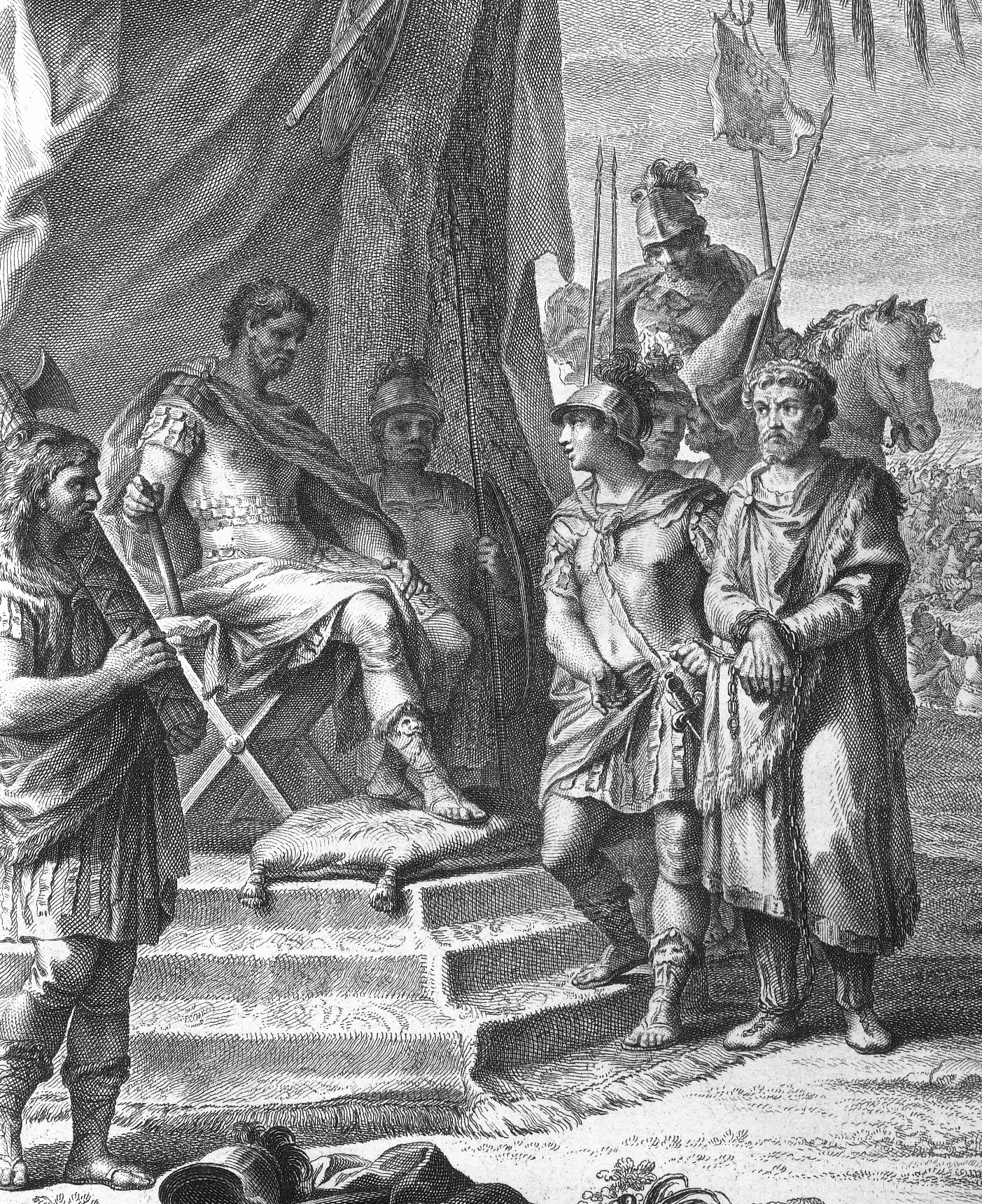
لوحة تبين القبض على يوغورطة بريشة Joachin Ibarra

اعتقل يوغرطة بسبب تلك الخيانة وأخذ أسيرا إلى روما وطيف هناك به وباثنين من ولديه في موكب نصر «غايوس ماريوس» ثم قطع الحراس أذنيه لاخذ حلقات الذهب المعلقة فيهما.
دامت «حرب يوغرطة» سبع سنوات تقريبا كبد خلالها يوغرطة روما خسائر فادحة جدا، وقد مات جوعا في أحد سجون روما
يعد يوغرطة في ذاكرة الشعب الجزائري رمزا لمكافحة الاستعمار.

## كتاب حرب يوغرطة

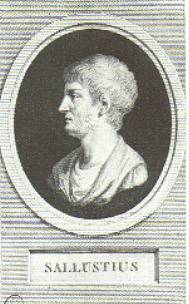
المؤرخ الروماني سالوست

من تأليف المؤرخ سالوست، من سنة 116 ـ 105 ق. م، وهو كتاب نشر في 41 ق.م، ويحتوي على مقدمة فلسفية، وثم تاريخ القائد والملك الأمازيغي يوغرطة. ويعترف المؤرخ الروماني سالوست في هذا الكتاب بعظمة هذا الملك الشاب الذي أظهر مقاومة بطولية في مقاتلة الرومان.

## وصلات خارجية
- كتاب حرب يوغرطة لسالوستيس بالإنجليزي
- حرب يوغرطة لسالوستيس بالفرنسية.

وقد صدرت له ترجمة عربية في كتاب عنوانه
المؤرخون القدامى: سالوستيوس وكتابه حرب يوغرطة، نشر دار الهدى، عين مليلة، الجزائر 2008